# Flowers The Hits Collection
Albums de Jennifer Paige
Positively Somewhere
(2001) Best Kept Secret
(2008)
Flowers The Hits Collection est la première compilation de Jennifer Paige sorti en 2003.

## Liste des pistes
1. Crush (Goldmark, Mueller, Cosgrove, Clark) – 3:19
2. Here With Me (Brownleewe, Arbuckle Lee, Beaty, Stanfield) – 3:39
3. These Days (Thornalley, Campsie) – 3:28
4. Stranded (Brownleewe, Arbuckle Lee) - 3:35
5. Always You (The Ballad Mix) (Goldmark, J.D. Martin) – 4:05
6. Sober (Goldmark, Kirkpatrick) – 4:05
7. Not This Time (Paige, Jensen, Larsson, Bullard) - 3:24
8. Get To Me (Paige, Goldmark, J.D. Martin) – 4:01
9. Busted (Goldmark, Mueller) – 3:48
10. Questions (Paige, Goldmark, Mueller) – 4:15
11. Feel So Far Away (Scoggings) - 4:14
12. Tell Me When (Paige, Ward, Booker) - 4:43
13. You Get Through (Paige, De Salvo, Roman) - 3:57
14. The Edge (Paige, Harmon, Livingston) - 3:49
15. While You Were Gone (Paige, Harmon, Livingston) - 4:12
16. Staurday Girl (Paige, De Salvo, Roman) - 3:34
17. Always You (Remix) (Goldmark, J.D. Martin) – 4:05
18. Crush (Morales Radio Alt Intro) (Goldmark, Mueller, Cosgrove, Clark) – 3:35

## DVD
1. Crush (Vidéoclip), réalisé par David Hogan
2. Always You (Vidéoclip), réalisé par Markus Nagel
3. Sober (Vidéoclip), réalisé par Chris Applebaum
4. Stranded (Vidéoclip), réalisé par David Mouldy
5. Stranded (Making Of)
6. Sober (Making Of)
7. Jennifer Paige EPK
8. Crush International Interview
9. Photo Galerie